# Cafeaua neagră (film din 1931)
Cafeaua neagră este un film de crimă din 1931 regizat de  Leslie S. Hiscott, după un scenariu bazat pe o lucrare de Agatha Christie cu Austin Trevor în rolul lui Hercule Poirot și Richard Cooper în rolul căpitanului Hastings. În prezent este considerat film pierdut.
Trevor a jucat rolul detectivului belgian Poirot de trei ori, în Alibi, Cafeaua neagră, ambele lansate în 1931, și în Lord Edgware Dies (din 1934). Toate producțiile au fost filmate la studiourile londoneze Twickenham Film. Austin Trevor a mai jucat ulterior într-o ecranizare după Agatha Christie, în Omorurile alfabetice din 1965.
Rolul lui Trevor nu se potrivește cu aspectul personajului literar - îi lipsește mustața. Austin Trevor a declarat că a primit rolul lui Poirot doar pentru că putea vorbi cu accent francez.

## Distribuție
- Austin Trevor - Hercule Poirot
- Adrianne Allen - Lucia Amory
- Richard Cooper - Căpitanul Hastings
- Elizabeth Allan - Barbara Amory
- C. V. France - Sir Claude Amory
- Philip Strange - Richard Amory
- Dino Galvani - Dr. Carelli
- Michael Shepley - Raynor
- Melville Cooper - Inspector Japp
- Marie Wright - Miss Amory